# 칼집

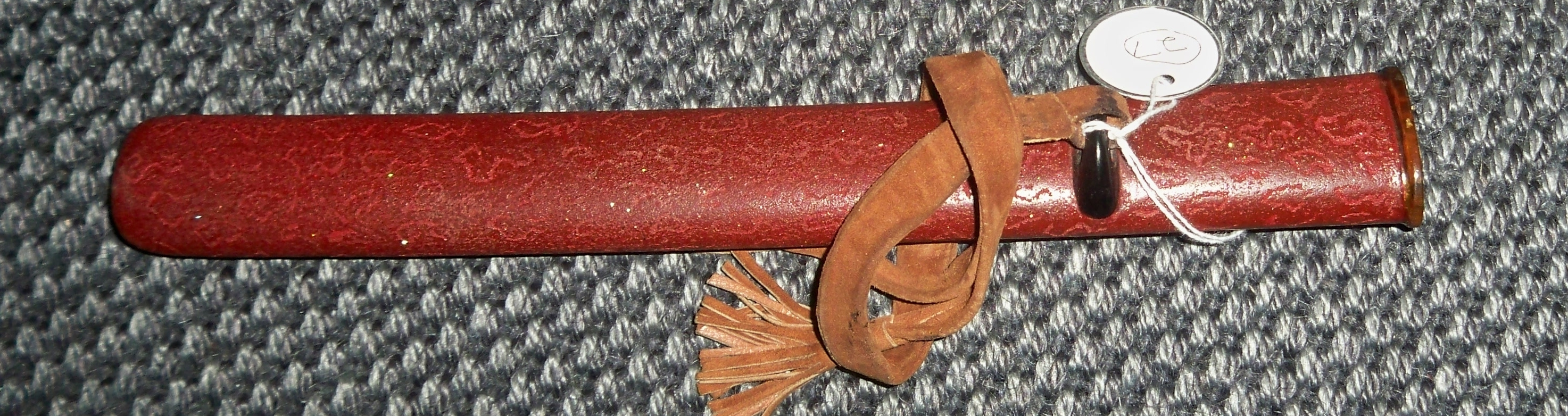
단도 칼집.

칼집이란 칼의 몸(날)부분을 감싸는 덮개를 말한다. 칼날을 예리하게 유지하는 동시에 칼날이 주위를 상하게 하지 않게 격리하고 보관 중의 안전을 확보하는 기능을 가진다.